# Lukač (Kutjevo)
Lukač is een plaats in de gemeente Kutjevo in de Kroatische provincie Požega-Slavonië. De plaats telt 199 inwoners (2001).